# 참 잘했어요
《참 잘했어요》(Excellent)는 한국에서 제작된 이채윤 감독의 2005년 드라마, 가족 영화이다. 박연희 등이 주연으로 출연하였고 정해심 등이 제작에 참여하였다.

## 출연

### 주연
- 박연희
- 권오진
- 김경민

## 기타
- 조명: 최윤만
- 조감독: 정해심
- 녹음: 이순성
- 녹음: 곽영식
- 미술: 진경희